# Lungești, Cluj
Lungești este un sat în comuna Iara din județul Cluj, Transilvania, România.
Satul Lungești nu apare pe Harta Iosefină a Transilvaniei din 1769-1773 (Sectio 108).

## Lăcașuri de cult
- Biserica de lemn din Lungești

## Galerie de imagini

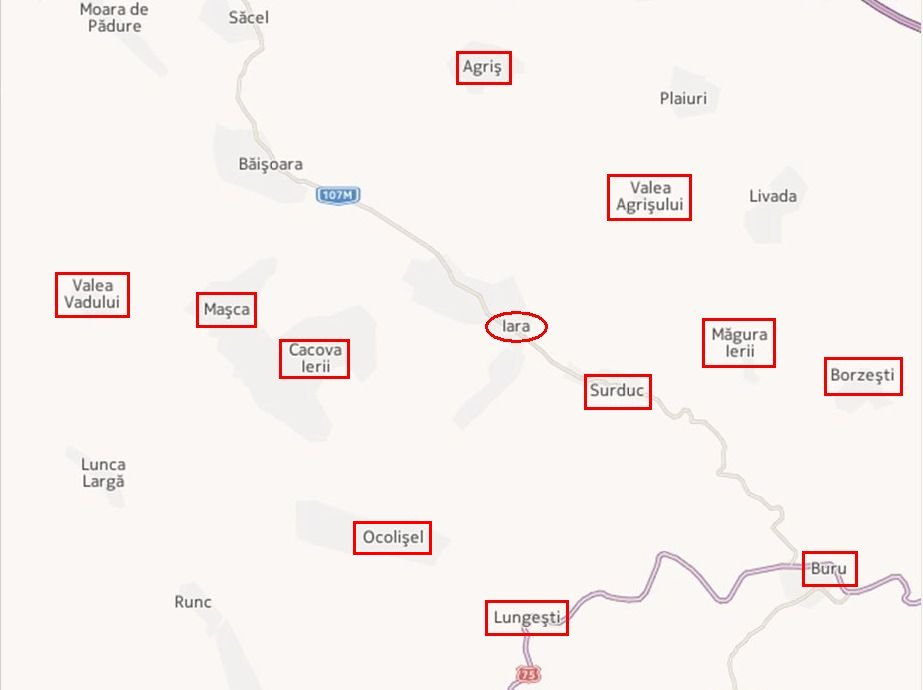
Comuna Iara și satele componente